# Karangluas
Karangluas is een bestuurslaag in het regentschap Purworejo van de provincie Midden-Java, Indonesië. Karangluas telt 631 inwoners (volkstelling 2010).